# Il sogno nel casello
Il sogno nel casello è un film italiano del 2009 diretto da Bruno De Paola. Il film fu girato nel 2005 a Napoli nella zona del Vesuvio. Il film è uscito nelle sale italiane il 13 marzo 2009.

## Trama
Marco è un casellante timido, insicuro e con una madre assillante. L'incontro con Silvia, sua nuova dirimpettaia, sembra l'inizio di una svolta, ma un'ingiunzione di sfratto compromette la situazione. Marco intraprende una dura lotta col padrone di casa, motivato dalla volontà di rimanere vicino a Silvia.
Intanto le giornate al casello, in attesa del grande esodo estivo, trascorrono in modo allegro tra personaggi bizzarri e amenità di vario tipo proposte dagli utenti in transito.

## Accoglienza
Secondo Morandini è una commedia non particolarmente originale ma briosa, garbata e ben diretta. Rosaria Désirée Klain, critica cinematografica del Corriere del Mezzogiorno, sottolinea la napoletanità del film (oltre al cast anche i produttori, Tonino Cappiello e Nicola Spina, "sono, infatti, due imprenditori campani, estranei al mondo del cinema"); contrappone i tempi limitati di lavorazione e il basso budget ("Quattro settimane...neppure un milione di euro") ai quattro anni di attesa di una distribuzione nelle sale.